# هنري زاغا
هنري زاغا هو ممثل برازيلي ولد في 30 أبريل 1993.